# Provençals del Poblenou
Provençals del Poblenou es un barrio del distrito de San Martín, Barcelona, delimitado en 2006 que anteriormente se incluía en el Pueblo Nuevo tradicional. Se localiza entre la Gran Vía de las Cortes Catalanas, la rambla de Prim, la calle Pere IV, Josep Pla, Pallars, la avenida Diagonal y la calle Lacuna. El barrio muestra dos áreas generales, la antiguamente industrial que, aunque con retazos de viviendas, formaban parte del motor económico que sintetizaba el Poblenou durante el siglo pasado y una área residencial, formada por bloques construidos durante los años 1970 orientados y próximos a la Gran Vía. La revitalización del Poblenou de los últimos años conlleva la transformación de esas antiguas fábricas en bloques modernos y orientados a la vertiente de la Diagonal. 

## Educación y cultura
A fecha de 2008, el barrio dispone de seis centros de educación primaria (principalmente próximos a la Gran Vía) y varias sedes administrativas de centros universitarios. Dispone de un casal para la tercera edad. Otros instalaciones importantes se sitúan cercanas en otros barrios.

## Otras instalaciones y servicios
```
El barrio dispone de dos centros de culto, una iglesia católica (
Parròquia del Sagrat Cor de Jesús
) y otra evangélica (
Església Evangélica de Filadèlfia
), ambas próximas al eje de 
Pere IV
. 
```

En abril de 2008 se inauguró el llamado Parque del Centro del Poblenou unos jardines situados entre la avenida Diagonal y Pere IV diseñado por Jean Nouvel.

## Transportes
En Provençals del Poblenou da servicio principalmente la red de tranvía Trambesòs, tanto la T5, que cubre el eje de la Gran Vía (estaciones de Can Jaumandreu, Espronceda y Sant Martí de Provençals), como la T4, que discurre por la avenida Diagonal mediante las estaciones de Pere IV y Fluvià. A fecha de 2008 se hallan en el barrio 7 estaciones de Bicing.